# Рабочая улица (Великий Новгород)
Рабо́чая — одна из улиц Великого Новгорода. Пролегает между двумя шоссе — Сырковским и Лужским, параллельно Большой Санкт-Петербургской. Протяжённость — 2600 м.
Проходит в промышленной зоне, являясь одной из самых протяжённых транспортных магистралей города.
Название получила решением Новгорисполкома от 17 ноября 1959 года. На улице расположены фабрики по производству упаковки ООО «Амкор Флэксиблз», ООО «Амкор Тобакко Пэкиджинг», стройбазы «Рабочая», «Стройснаб» и пр.